# Artigeardit
Artigeardit (* 15. Mai 1996 in Herlev; bürgerlich Ardit Aliti) ist ein dänischer Rapper.

## Karriere
Artigeardit wurde 1996 als Sohn albanischer Eltern in Herlev, nahe Kopenhagen, geboren.
In 2018 erschien seine EP Vildedage und erreichte erstmals die dänischen Charts. Seit 2021 erreichte er mit drei Alben die Chartspitze und zählt zu den erfolgreichsten Rappern Dänemark. 2023 wurde er Vater.

## Diskografie

### Alben
| Jahr | Titel                          | Höchstplatzierung, Gesamtwochen, AuszeichnungChartsChartplatzierungen (Jahr, Titel, Platzierungen, Wochen, Auszeichnungen, Anmerkungen) | Anmerkungen                                            |
| Jahr | Titel                          | DK | Anmerkungen                                            |
| ---- | ------------------------------ | --- | ------------------------------------------------------ |
| 2018 | Vildedage                      | DK14 ×2Doppelplatin · (12 Wo.)DK | Erstveröffentlichung: 30. Mai 2018 Charteinstieg: 2022 |
| 2019 | 2.0 EP                         | DK— GoldDK | Erstveröffentlichung: 16. Januar 2019 EP               |
| 2020 | Idiot                          | DK2 ×2Doppelplatin · (21 Wo.)DK | Erstveröffentlichung: 30. Januar 2020                  |
| 2020 | Elev4tormusik                  | DK3 Gold · (4 Wo.)DK | Erstveröffentlichung: 11. September 2020 EP            |
| 2021 | Held & lykke med at komme hjem | DK1 ×3Dreifachplatin · (93 Wo.)DK | Erstveröffentlichung: 28. Mai 2021                     |
| 2021 | Ny agenda                      | DK3 Platin · (28 Wo.)DK | Erstveröffentlichung: 15. Oktober 2021 mit Lamin, EP   |
| 2023 | Længe leve                     | DK1 Platin · (28 Wo.)DK | Erstveröffentlichung: 27. Januar 2023                  |
| 2023 | Nu hvor vi er her              | DK1 ×2Doppelplatin · (65 Wo.)DK | Erstveröffentlichung: 1. September 2023 mit Lamin      |
| 2024 | Pã… Gen5yn                     | DK5 (2 Wo.)DK | Erstveröffentlichung: 28. Juni 2024 EP                 |
| 2025 | Æteren                         | DK1 Gold · (… Wo.)DK | Erstveröffentlichung: 25. April 2025                   |

### Singles
| Jahr | Titel Album                                  | Höchstplatzierung, Gesamtwochen, AuszeichnungChartsChartplatzierungen (Jahr, Titel, Album, Platzierungen, Wochen, Auszeichnungen, Anmerkungen) | Anmerkungen                                                        |
| Jahr | Titel Album                                  | DK | Anmerkungen                                                        |
| --- | -------------------------------------------- | --- | ------------------------------------------------------------------ |
| 2019 | Gothersgade Idiot                            | DK22 Platin · (1 Wo.)DK | Erstveröffentlichung: 15. November 2019                            |
| 2020 | Idiot                                        | DK38 Gold · (1 Wo.)DK | Erstveröffentlichung: 24. Januar 2020 feat. Karl William           |
| 2020 | Den værste –                                 | DK19 Gold · (1 Wo.)DK | Erstveröffentlichung: 12. Juni 2020                                |
| 2020 | I nat –                                      | DK22 Gold · (1 Wo.)DK | Erstveröffentlichung: 7. August 2020 mit Medina                    |
| 2021 | Stå Op Gå Ned Held & lykke med at komme hjem | DK8 Platin · (3 Wo.)DK | Erstveröffentlichung: 19. Februar 2021 mit Barselona               |
| 2021 | B2B –                                        | DK25 Gold · (1 Wo.)DK | Erstveröffentlichung: 5. März 2021 mit Carmon                      |
| 2021 | Er her Held & lykke med at komme hjem        | DK1 ×4Vierfachplatin · (69 Wo.)DK | Erstveröffentlichung: 14. Mai 2021 mit Kesi                        |
| 2021 | Goal –                                       | DK17 Gold · (3 Wo.)DK | Erstveröffentlichung: 24. September 2021 mit Branco & Lukas Graham |
| 2022 | Hensigt –                                    | DK9 Platin · (15 Wo.)DK | Erstveröffentlichung: 11. Februar 2022                             |
| 2022 | Vågen –                                      | DK10 ×3Dreifachplatin · (38 Wo.)DK | Erstveröffentlichung: 26. Mai 2022 mit Lamin                       |
| 2023 | Jumeirah –                                   | DK2 Platin · (25 Wo.)DK | Erstveröffentlichung: 12. Mai 2023 mit Icekiid                     |
| 2023 | Spåkone –                                    | DK7 Gold · (4 Wo.)DK | Erstveröffentlichung: 26. Mai 2023                                 |
| 2023 | Stadig? Selvfølgelig! –                      | DK37 (1 Wo.)DK | Erstveröffentlichung: 9. Juni 2023                                 |
| 2023 | Vi ku’ blive Nu hvor vi er her               | DK5 ×2Doppelplatin · (29 Wo.)DK | Erstveröffentlichung: 22. Juni 2023 mit Lamin                      |
| 2024 | Sent –                                       | DK1 Platin · (6 Wo.)DK | Erstveröffentlichung: 19. Januar 2024 mit Lamin                    |
| 2025 | Seaside Æteren                               | DK2 Gold · (9 Wo.)DK | Erstveröffentlichung: 10. April 2025                               |
| Folgende Lieder erschienen nicht als Single, wurden aber durch das Album zum Download und Streaming bereitgestellt und konnten somit eine Platzierung erlangen: |                                              | |                                                                    |
| |                                              | |                                                                    |
| 2020 | Baby Elev4tormusik                           | DK15 Gold · (1 Wo.)DK |                                                                    |
| 2020 | Elvis Elev4tormusik                          | DK35 (2 Wo.)DK | feat. Carmon                                                       |
| 2021 | Advokat Held & lykke med at komme hjem       | DK15 Gold · (1 Wo.)DK |                                                                    |
| 2021 | Som du vil Held & lykke med at komme hjem    | DK27 Gold · (1 Wo.)DK |                                                                    |
| 2021 | Hotboyz 10 Years                             | DK26 (1 Wo.)DK | mit Branco                                                         |
| 2021 | Hvor fuck er min drink? Ny agenda            | DK14 ×2Doppelplatin · (4 Wo.)DK | mit Lamin                                                          |
| 2021 | Mumler for meget Ny agenda                   | DK33 Gold · (2 Wo.)DK | mit Lamin                                                          |
| 2021 | Humør Ny agenda                              | DK35 (1 Wo.)DK | mit Lamin                                                          |
| 2022 | Stable CSKI Vol.1                            | DK20 Gold · (12 Wo.)DK | mit Carmon & Lamit                                                 |
| 2023 | Længe leve                                   | DK2 Gold · (7 Wo.)DK |                                                                    |
| 2023 | Ensom Længe leve                             | DK3 Gold · (4 Wo.)DK |                                                                    |
| 2023 | Tetovo Længe leve                            | DK4 Gold · (2 Wo.)DK |                                                                    |
| 2023 | Snubler Længe leve                           | DK6 (3 Wo.)DK |                                                                    |
| 2023 | Chart Længe leve                             | DK13 (2 Wo.)DK |                                                                    |
| 2023 | Til mig selv Længe leve                      | DK19 (1 Wo.)DK |                                                                    |
| 2023 | Sidste gang Længe leve                       | DK20 (1 Wo.)DK |                                                                    |
| 2023 | Solskin Længe leve                           | DK27 (1 Wo.)DK |                                                                    |
| 2023 | Alting, altid Længe leve                     | DK28 (1 Wo.)DK |                                                                    |
| 2023 | Sig hvad du vil Længe leve                   | DK34 (1 Wo.)DK |                                                                    |
| 2023 | HVA Status Nu hvor vi er her                 | DK4 Gold · (9 Wo.)DK | mit Lamin                                                          |
| 2023 | XOXO Nu hvor vi er her                       | DK6 Gold · (9 Wo.)DK | mit Lamin & Icekiid                                                |
| 2023 | Selvfølgelig Nu hvor vi er her               | DK11 (2 Wo.)DK | mit Lamin                                                          |
| 2023 | Sorte pletter Nu hvor vi er her              | DK17 (1 Wo.)DK | mit Lamin                                                          |
| 2023 | Ret god stemning Nu hvor vi er her           | DK20 (1 Wo.)DK | mit Lamin                                                          |
| 2023 | Dag-til-dag Rapper Nu hvor vi er her         | DK23 (1 Wo.)DK | mit Lamin                                                          |
| 2023 | Sirjegsindssyg Nu hvor vi er her             | DK26 (1 Wo.)DK | mit Lamin & Benjamin Hay                                           |
| 2023 | Tættere på solen Nu hvor vi er her           | DK29 (1 Wo.)DK | mit Lamin & Ida Laurberg                                           |
| 2023 | God mand/Dårlig verden Nu hvor vi er her     | DK32 (1 Wo.)DK | mit Lamin                                                          |
| 2023 | Ssshhhhh (Shut Up) Nu hvor vi er her         | DK33 (1 Wo.)DK | mit Lamin & Jelassi                                                |
| 2023 | Carplay Nu hvor vi er her                    | DK40 (1 Wo.)DK | mit Lamin                                                          |
| 2024 | Holddamagle Pã… Gen5yn                       | DK31 (1 Wo.)DK |                                                                    |
| 2025 | Til stede Æteren                             | DK10 (… Wo.)DK | feat. Mas & Lamin                                                  |
| 2025 | Baddie Æteren                                | DK11 (… Wo.)DK | feat. Tobias Rahim & Josva                                         |
| 2025 | Æteren                                       | DK12 (1 Wo.)DK | feat. Vera & MØ                                                    |
| 2025 | Stå for det Æteren                           | DK18 (1 Wo.)DK | feat. Lord Siva                                                    |
| 2025 | LVFL Æteren                                  | DK20 (1 Wo.)DK | feat. Noah Carter                                                  |
| 2025 | Honningkrukken Æteren                        | DK38 (1 Wo.)DK | feat. Gusto                                                        |
| 2025 | Uanset Æteren                                | DK40 (1 Wo.)DK |                                                                    |

Weitere Singles
- 2017: Værformig (DK: ×2Doppelplatin )
- 2018: Ses Senere (DK: Platin)
- 2018: Nyevenner (DK: Gold)
- 2019: Joggingsæt (DK: Platin)
- 2019: Lov mig 1 ting (DK: Platin)
- 2020: Milano Step (mit Lamin, DK: Gold)

Weitere Lieder mit Auszeichnungen
- 2018: Voicemail (DK: Platin)
- 2018: Imorgen:igår (DK: Gold)
- 2018: Vildedage (DK: Gold)
- 2020: Kom Af Sig Selv (DK: Platin)

### Gastbeiträge
| Jahr | Titel Album                          | Höchstplatzierung, Gesamtwochen, AuszeichnungChartsChartplatzierungen (Jahr, Titel, Album, Platzierungen, Wochen, Auszeichnungen, Anmerkungen) | Anmerkungen                                                        |
| Jahr | Titel Album                          | DK | Anmerkungen                                                        |
| --- | ------------------------------------ | --- | ------------------------------------------------------------------ |
| 2017 | Bar Sig Til –                        | DK38 Gold · (1 Wo.)DK | Erstveröffentlichung: 21. April 2017 Omar feat. Artigeardit        |
| 2019 | Psycho –                             | DK40 Gold · (1 Wo.)DK | Erstveröffentlichung: 20. September 2019 Omar feat. Artigeardit    |
| 2022 | Bums for eliten Når sjælen kaster op | DK25 Gold · (1 Wo.)DK | Erstveröffentlichung: 24. Juni 2022 Tobias Rahim feat. Artigeardit |
| 2025 | Lonely –                             | DK2 Platin · (… Wo.)DK | Erstveröffentlichung: 3. Januar 2025 Josva feat. Artigeardit       |
| 2025 | Katte –                              | DK40 (1 Wo.)DK | Erstveröffentlichung: 27. Juni 2025 Icekiid feat. Artigeardit      |
| Folgende Lieder erschienen nicht als Single, wurden aber durch das Album zum Download und Streaming bereitgestellt und konnten somit eine Platzierung erlangen: |                                      | |                                                                    |
| |                                      | |                                                                    |
| 2022 | Hva så 30 Somre                      | DK21 Gold · (1 Wo.)DK | Kesi feat. Artigeardit                                             |
| 2024 | Instinkt FOMO 88.8 FM                | DK11 (3 Wo.)DK | Kesi feat. Artigeardit                                             |
| 2024 | Lige nu Dine venner                  | DK27 (1 Wo.)DK | Blæst feat. Artigeardit                                            |
| 2024 | Mhhh Tiden går                       | DK26 (1 Wo.)DK | Josef feat. Mas & Artigeardit                                      |
| 2025 | Bare vent Månen Er Min Ven           | DK9 (3 Wo.)DK | Mas feat. Artigeardit                                              |

Weitere Lieder mit Auszeichnungen
- 2019: Del af mig (DK: Platin)
- 2021: Finde På (Lamin feat. Artigeardit & Sivas, DK: Gold)
- 2021: Beundrer (DK: Gold)